# Bunka
Bunka (文化) fue una Era Japonesa posterior a la Era Kyōwa y anterior a la Era Bunsei, que abarcó desde el 11 de febrero de 1804 hasta el 22 de abril de 1818. Reinaron en esta era el Emperador Kōkaku y abdicando este en su hijo, el Emperador Ninkō.

## Cambio de Era
Debido al comienzo de un nuevo ciclo en el Zodiaco Chino, el día 11 del 2.º mes (del viejo calendario) de la Era Kyōwa, la era cambió y pasó a ser llamada Era Bunka (Bunka es Cultura o Civilización).

| Bunka      | 1.º  | 2.º  | 3.º  | 4.º  | 5.º  | 6.º  | 7.º  | 8.º  | 9.º  | 10.º | 11.º | 12.º | 13.º | 14.º | 15.º |
| Gregoriano | 1804 | 1805 | 1806 | 1807 | 1808 | 1809 | 1810 | 1811 | 1812 | 1813 | 1814 | 1815 | 1816 | 1817 | 1818 |

| Predecesor: Era Kyōwa | Era japonesa 11/2/1804 - 22/4/1818 | Sucesor: Era Bunsei |

- Datos: Q1373146